# Gregg Wattenberg
 (septembre 2018).
Si vous disposez d'ouvrages ou d'articles de référence ou si vous connaissez des sites web de qualité traitant du thème abordé ici, merci de compléter l'article en donnant les références utiles à sa vérifiabilité et en les liant à la section « Notes et références ».
Greg Wattenberg, né aux États-Unis, est un producteur de musique, producteur de disques, auteur-compositeur et musicien américain résidant à New York.

## Carrière professionnelle
Gregg Wattenberg a co-écrit et produit le tube n°1 de Phillip Phillips, "Gone, Gone, Gone". Il a coproduit le tube "Hey, Soul Sister" de Train, et a co-écrit et co-produit le tube n°1 du groupe du même nom, "If It's Love". Il a co-écrit le hit "It's Not Over" de Daughtry, la chanson "Shattered (Turn the Car Around)" de O.A.R. et le single "Let Love In" de Goo Goo Dolls. Il a produit "Superman (It's Not Easy)" et le single "100 Years" de Five for Fighting. Il a également co-écrit et produit le single de Top 5 AC "Slice". Gregg Wattenberg a également produit l'album What If It All Means Something de l'auteure-compositrice-interprète canadienne Chantal Kreviazuk,.

## Discographie

### Compositeur et producteur
| Années | Albums                              | Artistes                 | Labels                            |
| ------ | ----------------------------------- | ------------------------ | --------------------------------- |
| 2000   | America Town                        | Five For Fighting        | Columbia                          |
| 2002   | What If It All Means Something      | Chantal Kreviazuk        | Columbia                          |
| 2002   | Opaline                             | Dishwalla                | Immergent                         |
| 2003   | It's All In Your Head               | Eve 6                    | RCA                               |
| 2004   | The Battle for Everything           | Five For Fighting        | Columbia                          |
| 2005   | Never Gone                          | Backstreet Boys          | Jive                              |
| 2005   | Beautiful Disorder                  | Breaking Point           | Wind-up                           |
| 2007   | Consequence                         | The Crash Motive         | Wind-up                           |
| 2008   | David Cook                          | David Cook               | RCA                               |
| 2009   | Slice                               | Five For Fighting        | Wind-up                           |
| 2009   | Wooden Bones                        | Pilot Speed              | Wind-up                           |
| 2009   | Time For Lions                      | Stars Of Track And Field | Wind-up                           |
| 2009   | Save Me San Francisco               | Train                    | BME, Columbia                     |
| 2010   | Jason Castro                        | Jason Castro             | Atlantic                          |
| 2010   | Life Turns Electric                 | Finger Eleven            | Wind-up                           |
| 2010   | Alive                               | Ed Kowalczyk             | Soul Whisper, RED                 |
| 2011   | This Loud Morning                   | David Cook               | RCA                               |
| 2012   | The World from the Side of the Moon | Phillip Phillips         | Interscope                        |
| 2013   | Bookmarks                           | Five For Fighting        | Wind-up                           |
| 2013   | Magnetic (album)                    | Goo Goo Dolls            | Warner Bros. Records              |
| 2014   | Rewind                              | Rascal Flatts            | Big Machine, Republic             |
| 2014   | Behind the Light                    | Phillip Phillips         | Interscope Records, 19 Recordings |
| 2015   | When the Morning Comes              | A Great Big World        | Epic Records                      |
| 2016   | Something Worth Saving              | Gavin DeGraw             | RCA                               |
| 2017   | Just the Beginning                  | Grace VanderWaal         | Syco, Columbia                    |

## Nomination
- Grammy Award de la meilleure chanson rock